# نجف‌آباد (بیجار)
نجف‌آباد (بیجار)، روستایی از توابع بخش مرکزی شهرستان بیجار در استان کردستان ایران است.

## جمعیت
این روستا در دهستان نجف‌آباد (بیجار) قرار دارد و براساس سرشماری مرکز آمار ایران در سال ۱۳۸۵، جمعیت آن ۴۷۷ نفر (۱۱۰خانوار) بوده‌است.